# Caulokaempferia chayaniana
Caulokaempferia chayaniana är en enhjärtbladig växtart som beskrevs av Tiyaw. Caulokaempferia chayaniana ingår i släktet Caulokaempferia och familjen Zingiberaceae. Inga underarter finns listade i Catalogue of Life.